# Minimal Compact
Minimal Compact var en israelisk postpunkgrupp.
Gruppen bildades i Tel Aviv 1981 av Samy Birnbach (sång), Malka Spigel (elbas) och Berry Sakharof (gitarr). Gruppen flyttade tidigt till Amsterdam där de var verksamma större delen av sin karriär. De fick skivkontrakt med det belgiska bolaget Crammed Discs och debuterade med en självbetitlad EP 1981. Minimal Compact blandade i sin musik influenser från mellanöstern och europeisk rock. Med sitt konstnärliga och experimentella sound fick de kultstatus i Europa och senare även en del uppmärksamhet på amerikanska radiostationer med mer dansorienterade låtar. Bandet upplöstes 1988.

## Medlemmar
- Malka Spigel - elbas, sång
- Samy Birnbach - sång
- Berry Sakharof - gitarr, keyboards, sång
- Max Franken - trummor
- Rami Fortis - gitarr, sång

## Diskografi
- 1981 – Minimal Compact
- 1982 – One By One
- 1984 – Pieces for Nothing
- 1984 – Made to Measure Vol. 1
- 1984 – Next One Is Real
- 1984 –  Deadly Weapons
- 1984 – Made to Measure Vol. 10
- 1985 – Raging Souls
- 1987 – Lowlands Flight
- 1987 – The Figure One Cuts
- 1988 – Minimal Compact Live
- 2003 – Returning Wheel (Classics)
- 2004 – There's Always Now (Remixes & Remakes)